# Michael Rennie
Michael Rennie (n. 25 august 1909, Bradford — d. 10 iunie 1971, Harrogate; numele real Eric Alexander Rennie) a fost un actor britanic.

## Filmografie parțială
- Secret Agent (1936) (debut actoricesc, nemenționat)
- The Man Who Could Work Miracles (1936) (nemenționat)
- Conquest of the Air (1936) (nemenționat)
- The Squeaker (1937) (nemenționat)
- Gangway (1937) (nemenționat)
- The Divorce of Lady X (1938) (nemenționat)
- Bank Holiday (1938) (nemenționat)
- This Man in Paris (1940) (nemenționat)
- The Briggs Family (1940) (nemenționat)
- Dangerous Moonlight (1941)
- This Man Is Dangerous (1941)
- The Patient Vanishes (1941)
- "Pimpernel" Smith (1941) (nemenționat)
- Turned Out Nice Again (1941) (nemenționat)
- Ships with Wings (1941)
- Tower of Terror (1941)
- The Big Blockade (1942)
- I'll Be Your Sweetheart (1945)
- The Wicked Lady (1945)
- Caesar and Cleopatra (1945)
- The Root of All Evil (1947)
- White Cradle Inn (1947)
- Idol of Paris (1948)
- Uneasy Terms (1948)
- The Golden Madonna (1949)
- Miss Pilgrim's Progress (1950)
- Trio (1950)
- The Black Rose (1950)
- The 13th Letter (1951)
- The Day the Earth Stood Still (1951) – ca Klaatu
- The Desert Fox: The Story of Rommel (1951) (ca narator nemenționat)
- The House in the Square, cunoscut și ca  I'll Never Forget You (1951)
- Phone Call from a Stranger (1952)
- Five Fingers (1952)
- Les Misérables (1952) – ca Jean Valjean
- Titanic (1953) (ca narator nemenționat)
- The Desert Rats (1953) (ca narator nemenționat)
- Sailor of the King (1953)
- Dangerous Crossing (1953)
- The Robe (1953) – ca Apostolul Petru
- King of the Khyber Rifles (1953)
- Princess of the Nile (1954)
- Demetrius and the Gladiators (1954)
- Mambo (1954)
- Désirée (1954)
- Dr. Jekyll and Mr. Hyde (1955)[6]
- Soldier of Fortune (1955)
- Seven Cities of Gold (1955)
- The Rains of Ranchipur (1955)
- Teenage Rebel (1956)
- Island in the Sun (1957)
- Omar Khayyam (1957)
- Battle of the V-1  (1958)
- Third Man on the Mountain (1959)
- The Lost World (1960) – ca John Roxton
- Mary, Mary (1963)
- Cyborg 2087 (1966)
- Hotel (1967)
- Death on the Run (1967)
- The Young, the Evil, and the Savage (1968)
- The Power (1968) – ca Arthur Nordlund/Adam Hart
- The Devil's Brigade (1968) – ca  General Mark Clark
- Subterfuge (1968)
- The Last Chance (1968)
- Surabaya Conspiracy (1969)
- The Battle of Elalamein (1969)
- Los Monstruos del Terror, cunoscut și ca Dracula vs. Frankenstein (1969/1970)

### Televiziune
- Bonanza (1965) "Once A Doctor" ca P.A. Mandy, M.D.
- Lost in Space (1965) – ca The Keeper - două episoade
- Batman (1966) – ca The Sandman - două episoade
- The Time Tunnel (1966), episodul #1 "Rendezvous With Yesterday" – căpitanul Titanicului
- The Man from U.N.C.L.E. (1967), episodul "The THRUSH Roulette Affair" ca Barnaby Partridge
- The Invaders (1967), episodul "The Innocent" ca Magnus
- The Invaders (1968), episodul "Summit Meeting" - episod în două părți.